# ビリー・ウェスト
ビリー・ウェスト（Billy West、1952年4月16日 - ）は、アメリカ合衆国の男性声優。代表作は『レンとスティンピー』、『フューチュラマ』、『ダグ』など。

## 人物
ミシガン州デトロイト出身。多くの『ルーニー・テューンズ』関連ゲームおよび映画『スペース・ジャム』では、バッグス・バニーとエルマー・ファッドの声を当てている。
2006年10月4日に放送された The Adam Carolla Show で、前立腺がんを患い摘出手術を受けたことを告白した。彼は自分自身が健康な人物であると思っていたために、怖い思いをした。番組スタッフは手術が予定よりも2週間早く終わったことを聞いて、彼がいかに健康であるかをコメントした。
ウェストは安易に映画俳優を声優として起用する大作アニメのキャスティングには「ハリウッドシステムの過剰な神格化」として 苦言を示している。『スペース・ジャム』の初演日にチャイニーズ・シアターで行われたパーティーに同作に出演した声優が「俳優ではない」との理由から招待されなかったことを挙げ、「大手の会社は自分たちを俳優として扱っていない」とも述べている。
純菜食主義者。
子どものころにアルコール依存症の父親から虐待を受けたため、セロトニン値が低く、うつ病の遺伝子を持っていることを診断された。また、長期間薬物およびアルコールを乱用していたことがあり、自身のstill-in-the-works番組である Billy Bastard はそれをネタにした回もある。

## 受賞・ノミネート
- 1994年度アニー賞最優秀声優賞候補：『レンとスティンピー』

## 主な出演作品

### テレビアニメ
- ダグ（ダグ・ファニー、ロジャー・クロッツ）※1991-1994まで。ディズニーに番組が買われた後に降板
- キャットドッグ（Rancid Rabbit、Mr Sunshine）
- サムライジャック（魔術師）
- ジャスティス・リーグ・アンリミテッド（スキーツ）
- ジョニー・ブラボー（テレビの声2）
- ダック・ドジャース（ティル）
- トナカイになったオリーブ（Mr. Eskimo）
- バットマン:ブレイブ&ボールド（スキーツ）
- ビリー&マンディ（バイパー、キングコブラ、アナウンス、他）
  - ビリー&マンディの大冒険（海賊8、ビーストマスター、他）
- ピンキー&ブレイン（ラリー、ロジャー・イーバート、他）
- フューチュラマ（フィリップ・J・フライ、ヒューバート・J・ファーンズワース教授、ドクター・ジョン・ゾイドバーグ、Captain Zapp Brannigan、Richard Nixon's Head、他）
- ブランディ アンド Mr.ウィスカーズ（Mr.ウィスカーズ（2代目）、ギャスパー・レ・ゲッコー（2代目））※2006年より
- ブンブン・マギー（ユージーン&ウェンデル）
- ベン10（警備員）
- レンとスティンピー（スティンピー、1993年からはレンとMr. Horseも担当）
- Zombie College (Skully, Graham)
- Squirrel Boyv （Kyle Finkster）
- Crank Yankers （Confucious、Moo Shu）
- Horrible Histories（スティッチ、ナレーター）
- Poochini's Yard (Poochini,Walter White,Mr. Garvey,Lockjaw)
- Rayman: The Animated Series （Rayman）
- The New Woody Woodpecker Show （Woody Woodpecker、Wally Walrus、Smedley、Doug Knutts
- Extreme Ghostbusters （Slimer、Mayor McShane）
- Project G.e.e.K.e.R. （GeeKeR）
- The Wacky World of Tex Avery (Tex Avery, Freddie the Fly, Sagebrush Sid)

### OVA
- Bah, Humduck! A Looney Tunes Christmas （バッグス・バニー、エルマー・ファッド）
- クイア・ダック ザ・ムービー（Bi-Polar Bear）
- トムとジェリーシリーズ
  - トムとジェリー ワイルドスピード（ビフ・バザード、ハリウッド市長、Squirty）
  - トムとジェリー 火星へ行く（ビフ・バザード）
  - トムとジェリー魔法の指輪（フレディ）
- フューチュラマシリーズ
  - Futurama: Into The Wild Green Yonder（フィリップ・J・フライ、ヒューバート・J・ファーンズワース教授、ドクター・ジョン・ゾイドバーグ、Zapp Brannigan他）
  - Futurama: Bender's Game （フィリップ・J・フライ、ヒューバート・J・ファーンズワース教授、ドクター・ジョン・ゾイドバーグ、他）
  - Futurama: The Beast with a Billion Backs （フィリップ・J・フライ、ヒューバート・J・ファーンズワース教授、ドクター・ジョン・ゾイドバーグ、Zapp Brannigan他）
  - フューチュラマ：ベンダーの大冒険 （フィリップ・J・フライ、ヒューバート・J・ファーンズワース教授、ドクター・ジョン・ゾイドバーグ、Zapp Brannigan他）
- The Proud Family Movie （Board Member、タクシードライバー）
- Popeye's Voyage: The Quest for Pappy （2004年）（ポパイ、パピー）
- スクービー・ドゥーのゾンビ島（シャギー）
- Felix the Cat: The Movie

### 劇場アニメ
- おさるのジョージ（支配人）
- ジミー・ニュートロン 僕は天才発明家!（アナウンサー、警官、他）
- TMNT（アナウンサー、ジャージーデビル）

### ゲーム
- ニード・フォー・スピード アンダーカバー（ラジオの警察官の声）
- ザ・シンプソンズ・ゲーム The Simpsons Game （ドクター・ジョン・ゾイドバーグ）
- スパイロの伝説 永遠の夜（英語版） （スパークス）
- フューチュラマ（フィリップ・J・フライ、ヒューバート・J・ファーンズワース教授、ドクター・ジョン・ゾイドバーグ）
- I-Ninja （ニンジャ）
- クラッシュ・バンディクー 爆走!ニトロカート（ナッシュ、ザム）
- タイムクライシス3（ワイルド・ドッグ）
- Rayman 3 （マーフィー）
- Rayman Arena（マーフィー）
- Wacky Races  (2000, 2001, 2008)（Muttley and L'il Gruesome）
- M&Ms: The Lost Formulas （レッド）
- Tiny Toon Adventures: Toonenstein （ハムトン・ピッグ）
- Atomic Bomberman （Atomic Bomberman）
- George and William: Idiot Essimary （怒って叫ぶピザ屋）
- Gabriel Knight 3: Blood of the Sacred, Blood of the Damned （Emilio Baza）

### 映画
- ガーフィールド（犬の声）
- キャッツ&ドッグス（デボン・レックスの声）
- ジョーズ・アパートメント（ゴキブリのラルフの声）
- スペース・ジャム(バッグス・バニーの声、エルマー・ファッドの声）
- 不都合な真実（予告編ナレーション）
- ルーニー・テューンズ:バック・イン・アクション（エルマー・ファッドの声、Peter Lorreの声）

### ビデオ映画
- コミックブック・ザ・ムービー（Leo Matuzik）※プロデューサーも担当

### テレビドラマ
- ダーマ&グレッグ（キャプテン、男、馬の声、テレビの声、ラジオの声）

### テレビ番組
- The Weird Al Show (Show announcer, Harvey the Wonder Hamster)

### テレビCM
- M&M's（レッドの声）
- ラジオシャック（ジョージの声）
- Lipton Brisk Iced Tea（エージェントの声）
- フォルクスワーゲン・ゴルフGTI（スピード・レーサーの声）